# Paya Lebar
Paya Lebar – stacja węzłowa Mass Rapid Transit (MRT) w Singapurze, która jest częścią East West Line i Circle Line.